# شيلتون كانتيلو
شيلتون كانتيلو هي قرية ورعية في سومرست، إنجلترا، وتقع على نهر يو ‏ على بعد 5 أميال (8 كم) شمال يوفيل و 4 أميال (6 كم) شرق إلشيستر في منطقة سومرست الجنوبية ‏. يبلغ عدد سكان القرية 445 نسمة. وتشمل القرية أيضا قرية أشينغتون.

## وصلات خارجية
- قالب:OpenDomesday
- قالب:OpenDomesday

‌